# Base des Forces canadiennes Halifax
La Base des Forces canadiennes (BFC) Halifax est la base navale de la côte est du Canada pour l'océan Atlantique. Elle fait partie des Forces maritimes de l'Atlantique de la Marine royale canadienne. Il s'agit de la plus grande BFC en termes de personnel. Elle est située à Halifax en Nouvelle-Écosse. En plus de ses quais, la BFC Halifax comprend plusieurs bâtiments dans la ville de Halifax.

## Annexe